# 靠近
《靠近》（英語：Close to you），2016年公視人生劇展，由黃遠、嚴正嵐、馬如龍、黃仲崑、林逸欣領銜主演。公視HD台於2016年3月26日播出、公視主頻於2016年3月27日上檔。

## 播出時間

### 首播
| 頻道     | 所在地 | 首播日期      | 播放時間         |
| -------- | ------ | ------------- | ---------------- |
| 公視HD台 | 臺灣   | 2016年3月26日 | 週六21:30－23:00 |
| 公視主頻 | 臺灣   | 2016年3月27日 | 週日22:00－23:30 |

## 劇情簡介
小綠是日台混血，她想成為壽司師傅。但日本沒有女生做壽司的傳統，所以她來到台灣，尋找亡母口中在台灣做壽司師傅的父親，希望父親可以親自教導自己。但來到台灣後，才發現父親和她母親所說的不一樣。
他因殺人的過錯，出獄後逃避和小綠見面，讓小綠幾乎要放棄自己的夢想。小綠遇到了敬之，一個癌末的年輕壽司學徒，敬之打破不收女生的傳統，在自己來日不多的時間把技藝都教授予她，使得小綠可以繼續堅持成為壽司師傅的理想。而敬之在生命所剩的時間，只希望為他所愛的人親手做一頓料理。小綠為了完成敬之的夢，從放棄的心態，變成了積極學會敬之的一切技巧，只為了協助他可以完成夢想，讓他心愛的人可以吃到他的心意，同時間把自己對敬之的愛藏在料理當中。
而兩個人的難關是，必須跨越爺爺所代表的品質和傳統考試，才能讓敬之在所愛之人到來的那天，站到台前為她親自捏製壽司。

## 演員列表

### 主要演員
| 演員   | 角色   | 介紹 |
| 黃遠   | 阿之   | 一個癌末的壽司學徒，敬之打破不收女生的傳統，在自己來日不多的時間把技藝都教授予她，使得小綠可以繼續堅持理想。                                                     |
| 嚴正嵐 | 小綠   | 小綠是日台混血，想成為壽司師傅。日本沒有女生可以做壽司的傳統，所以她來台尋找亡母口中在做壽司師傅的父親，希望他可以親自教導自己。                                 |
| 馬如龍 | 爺爺   | 敬之在生命所剩的時間，只希望為他所暗戀的客人親手做一頓料理，但他必須通過師傅爺爺艱難的考試。                                                                     |
| 黃仲崑 | 陳啟文 | 小綠來到台灣後，才發現父親和她母親所說的不同。父親因過失殺人的過錯出獄，卻逃避和小綠見面，讓小綠幾乎要放棄自己的夢想。                                           |
| 林逸欣 | 李穎如 | 小綠為了完成敬之的夢，從放棄壽司到變成積極學會敬之的一切技巧，同時間把自己對敬之的愛藏起來，只為了協助他通過考試，站到壽司台前，讓他可以親自做壽司給她心愛的人。 |

## 製作團隊
- 監製：張朝晟
- 製作人：吳功
- 製作協調：朱慕蓉

- 製片：詹子誼
- 執行製片：游永旭
- 場景/臨演：李丹宇、蔡爵
- 生活製片：林暐璘

- 編劇/導演：鄭智陽
- 場 記：陳俐穎

- 美術指導：范家綺
- 美術執行：李丹宇
- 美術助理：謝慧萍
- 食品美術：呂學鎮、柯宛誼
- 木 工：游正智

- 攝影師：鄭智仁
- 攝影大助：李益宏
- 攝影助理：戴育祺
- 數位檔案管理：戴育祺
- 分鏡繪製：蔡爵

- 燈光師：鍾瓊婷
- 燈光大助：呂科徵
- 燈光助理：陳伯成、李方裕
- 燈車司機：林盈宏

- 場務領班：王偉六
- 場務大助：張瑞麟
- 場務助理：姜禮維
- 現場錄音師：高偉晏
- 錄音大助：蘇芳、陳灉
- 錄音助理：陳宏信
- 造型指導：范家綺
- 服裝執行：范家綺
- 服裝管理：謝慧萍
- 化妝/髮型師：李靜姮
- 特殊化妝：謝可潔
- 劇照師：劉國翔、陳冠凱
- 壽司訓練：李欣明、呂學鎮
- 日文訓練：館田舞妃、張克柔

## 外部連結
- 靠近的Facebook專頁

| 公視HD台 週六21:30－23:00  | 公視HD台 週六21:30－23:00 | 公視HD台 週六21:30－23:00 |
| -------------------------- | ------------------------- | ------------------------- |
|                            | 靠近 （2016年3月26日）    |                           |
| 三角犯罪 （2016年3月19日） | 夏風 （2016年4月2日）     |                           |

| 公視主頻 週日22:00－23:30  | 公視主頻 週日22:00－23:30 | 公視主頻 週日22:00－23:30 |
| -------------------------- | ------------------------- | ------------------------- |
|                            | 靠近 （2016年3月27日）    |                           |
| 三角犯罪 （2016年3月20日） | 夏風 （2016年4月3日）     |                           |